# Dick Heckstall-Smith

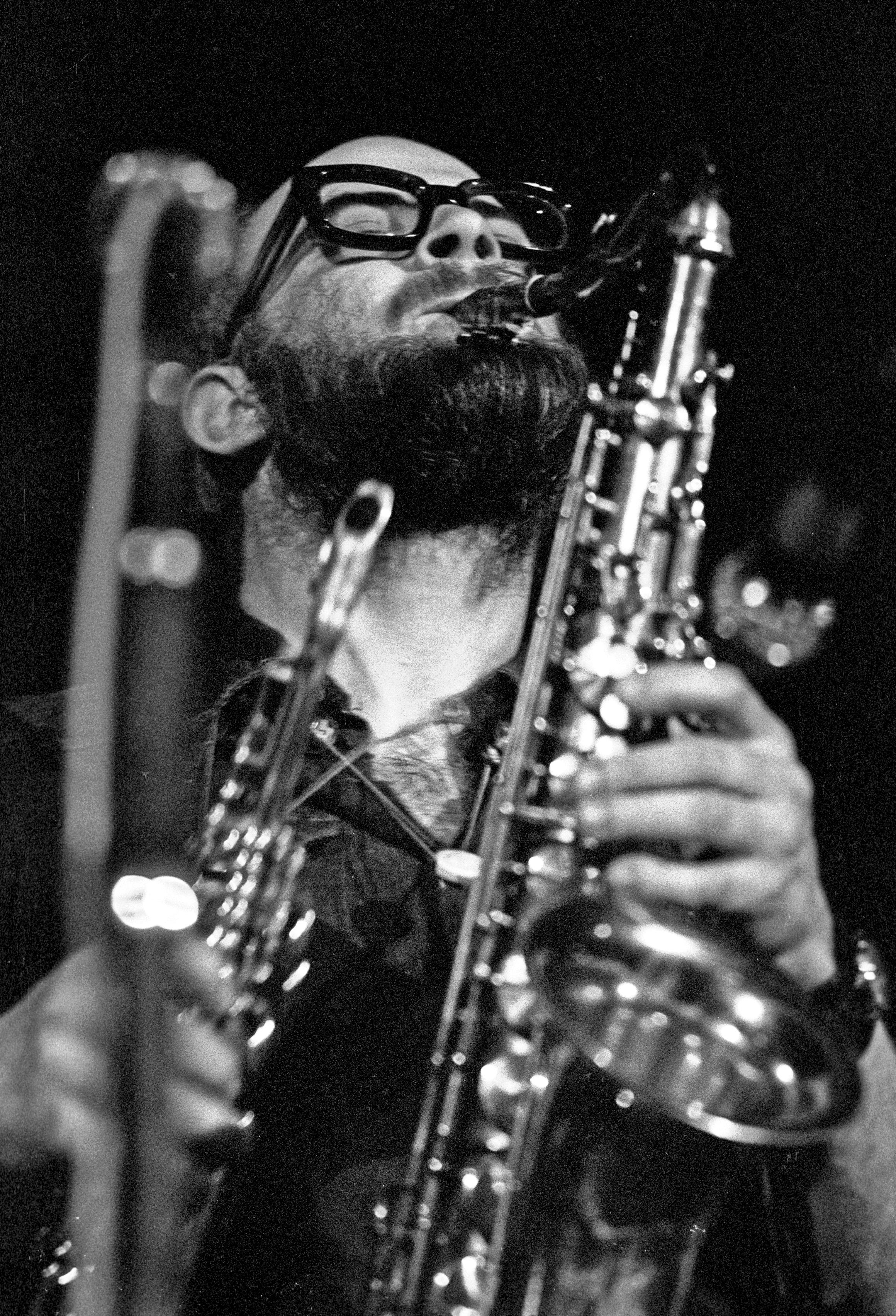
Dick Heckstall-Smith

Richard Malden „Dick“ Heckstall-Smith (* 26. September 1934 in Ludlow, Shropshire; † 17. Dezember 2004 in London) war ein britischer Blues-, Rock- und Jazz-Saxophonist.

## Karriere
Im Laufe seiner Karriere arbeitete Heckstall-Smith mit vielen Blues-, Jazz- und Rock-Musikern zusammen. Er übertrug auf dem Saxophon Jazztechniken in die Rockmusik und wurde auch dafür bekannt, Tenor- und Sopran-Saxophon gleichzeitig zu spielen. Bekannt ist Heckstall-Smith auch dafür, dass er Spieltechniken eines John Coltrane oder Sonny Rollins in die Rockmusik zu transformieren verstand.
Heckstall-Smith leitete schon als Landwirtschaftsstudent ein Jazzorchester, wurde 1957 Profi-Musiker und trat u. a. mit dem Klarinettisten Sandy Brown auf. Mit Jerome Robbins und dessen Ballett-Ensemble war er fünf Monate auf Amerika-Tournee. Alexis Korner brachte ihn 1962 zu dessen Blues Incorporated. Weitere Stationen waren von 1963 bis 1967 die Graham Bond Organization (mit Jack Bruce und Ginger Baker, den späteren Cream-Gründern) und John Mayalls Bluesbreakers, bevor er 1968 mit dem Schlagzeuger Jon Hiseman die legendäre Jazzrock-Gruppe Colosseum ins Leben rief. Nach dem vorläufigen Ende dieser Formation im Jahr 1971 folgten Solo-Alben (A Story Ended) und eine Reihe weiterer Engagements in Rock-, Jazz-, Blues- und Fusion-orientierten Ensembles, wie Manchild, Sweet Pain, Big Chief, Tough Tenors, The Famous Bluesblasters, Mainsqueeze. 1972 leitete er eine eigene Live-Band. 1978 war er mit Alexis Korner im Rockpalast zu sehen (The Party Album, 1978). 1993 trat er in der Band von Jack Bruce anlässlich dessen 50. Geburtstages im E-Werk in Köln auf. Die 1990er-Jahre waren davon geprägt, dass er mit wechselnden englischen R&B-Besetzungen exzellente, wenngleich kaum beachtete Produktionen vornahm (Obsession Fees mit John Etheridge, Links im Colosseum-Stil, Out of the Blue mit Dave Wilkinson).
Seit 1994 wurde Colosseum von Hiseman und ihm mehrfach reaktiviert (1994: Reunion Concert im „Rockpalast“). In den letzten Jahren vor seinem Tod war Dick Heckstall-Smith mit der Hamburg Blues Band in Deutschland zu sehen.
Er starb am 17. Dezember 2004 an Krebs, nachdem er in den 1990er-Jahren bereits zwei Schlaganfälle erlitten hatte, welche den hochenergetischen Musiker noch nicht ausbremsen konnten.

## Diskografie
- 1972: A Story Ended
- 1991: Live 1990 (mit John Etheridge, Rainer Glas, Joe Nay)
- 1991: Where One Is
- 1991: Woza Nasu
- 1992: Dick Heckstall-Smith & John Etheridge Group Obsession Fees (mit John Etheridge, Chris Beier, Rainer Glas, Evert Fraterman)
- 1995: Celtic Steppes
- 1995: This That (mit Jack Bruce und John Stevens)
- 1996: Bird in Widnes (mit John Stevens)
- 1998: On the Corner/Mingus in Newcastle
- 2001: Dick Heckstall-Smith and Friends Blues and Beyond (mit Pete Brown, Jack Bruce, Clem Clempson, Peter Green, Jon Hiseman, Gary Husband, Paul Jones, John Mayall, Rab McCullough, Mick Taylor, Paul Williams)

### Alexis Korner's Blues Incorporated
- 1962: R&B from the Marquee
- 1964: Red Hot from Alex
- 1965: Alexis Korner's Blues Incorporated

### Graham Bond Organization
- 1965: The Sound of '65
- 1966: There's a Bond Between

### John Mayall's Blues Breakers
- 1967: The Diary of a Band
- 1968: Bare Wires

### Colosseum
- 1969: Those Who Are About to Die Salute You – Morituri Te Salutant
- 1969: Valentyne Suite
- 1970: The Grass Is Greener
- 1970: Daughter of Time
- 1971: Colosseum Live
- 1994: Colosseum LiveS
- 1997: Bread and Circus
- 2003: Tomorrow’s Blues

### Mainsqueeze
- 1983: Live at Ronnie Scott's 1983

### Hamburg Blues Band
- 1989: Live; feat. Dick Heckstall-Smith
- 1996: Real Stuff
- 1999: Rollin'
- 2001: Touch
- 2004: Live on The Edge of a Knife

## Schriften
- Dick Heckstall-Smith mit Pete Grant The Safest Place In The World. A Personal History Of British Rhythm and Blues (1989); wiederveröffentlicht als: Blowing The Blues. Fifty Years Playing The British Blues (Ingram 2004); ISBN 978-1904555049